# Suphanat Mueanta
Suphanat Mueanta (Sisaket, 2 augustus 2002) is een Thais voetballer die bij voorkeur als middenvelder speelt. Hij wordt door Buriram United.

## Clubcarrière
Mueanta maakte 38 doelpunten in 101 competitiewedstrijden voor Buriram United, de Thaise club waarvoor hij op zijn vijftiende debuteerde. In september 2023 werd hij uitgeleend aan Oud-Heverlee Leuven. Op 4 november 2023 debuteerde de aanvaller in de Belgische competitie tegen KVC Westerlo.

## Erelijst
Buriram United
- Thai League 1: 2018, 2021–22, 2022–23
- Thai FA Cup: 2021–22, 2022–23
- Thai League Cup: 2021–22, 2022–23
- Thailand Champions Cup: 2019

Thailand
- King's Cup: 2024